# Cabestany (Lérida)
Cabestany es una localidad española de la provincia de Lérida en la comunidad autónoma de Cataluña perteneciente al municipio de Montoliu y la comarca de Segarra. Su población en 2017 era de 21 habitantes (INE).

## Geografía física

### Situación
La localidad de Cabestany se ubica a una altitud de 710 msnm y está situada en los altiplanos que separan los valles de los ríos Cercavins y Corp.

## Topónimo
En la documentación latina Cabestany se llamaba Caput Stagni, y en catalán antiguo se encuentra bastante la palabra Cap Stany. 
Los originarios del pueblo pronuncian ‘Capestany’. El nombre puede deberse a una fuente que había sido muy abundante, situada cerca del pueblo, hecha de piedra y en forma de capilla que data del siglo XVIII.

## Historia
Leemos que el nombre ya se habla de él en el siglo X, es un hidrónimo (Caput-Stagni) que en el año 1075 aparece en la cláusula siguiente, que figura en el convenio entre Hug Dalmau de Cervera su mujer Adalen Guifre Bonfill y su mujer Richards.
- 1077- En otra escritura de julio de este año está escrito: «Vía que vadit de Capstagno ad flumen valles Alfredi».

- 1159- Pedro Arnau y Arsendis adquirieron de Guillem de Aguilar el castillo de Cabestany.

- 1170- Siendo viuda Arsendis hizo donación a su hija Sibilla y al marido de esta Bertran de Muntpalau, con la condición que si no tenían descendencia la misma donadora recuperaría el castillo.

- 1170- Bertran de Muntpalau y Sibilla empeñan el castillo por 100 morabatines a Guillem de Aguilar.

- 1188- Según el P. Caresmar, catalogo-resumen del Archivo de Ager, Archivo Histórico Nacional de Madrid documento 378, Guillem de Lavedrenya era señor del Castillo de Cabestany, haciendo donación de el en noviembre de este año a la Abadía de Ager, aceptando de vivir bajo la regla Agustina y cediendo al Abad el Castillo de Cabestany. Parece ser que el Castillo tenía el nombre de Castell Corb.

- 1230- Guillem de la Guardia como señor sentenció un pleito interpuesto por Mir de Aguilar adjudicando parte del Castillo a Arnau de Rubio.

- 1230-Fue dictada una sentencia confirmatoria de la anterior.

- 1231-Una tercera sentencia condena al tutor de Arnau de Rubio.

- 1252- El acta de infeudamento de unas casas de Cervera por «Marquesia de Guardia, Comendatrix Domus Hospitalis Herosolimitani Cervarie et Algayre» firmado Jhoannis de Capestany.

- 1273- Guillem de Aguilar con el consentimiento de su hermano G. de Aguilar vendió por 1600 sueldos y una pensión vitalicia de 350 sueldos al Hospital, el Castillo y el pueblo de Cabestany con el horno los habitantes las servidumbres y las aguas.

- 1327- Cabestany fue enfeudado por los Rajadell, en este año su señora era Saura de Rajadell, y tenía por Batlle (Alcalde) a Berenguer Ferrer.

- 1334-El pueblo vecino de La Guardia-Lada pasa de los Templarios a los Hospitalarios los dos pueblos siempre iban juntos y formaban parte de la Comanda de la Espluga de Francolí.

- 1381.- Cabestany reunía seis fuegos o casas, los procuradores del rey vendieron al gran prior de Cataluña el imperio mer y mixt y las jurisdicciones civil y criminal de Cabestany.

- 1384.- Fra Jorge de Maçons arreglo muchas tierras en Cabestany que habían estado muchos años sin cultivar, seguramente debido al despoblamiento que ocasionó la peste de 1350.

- 1406.-El Capítulo provincial celebrado a la Espluga de Francolí el 15 de julio creó una "comanda" con la denominación de Cabestany y la :Guardia-lada.

- 1406.- El primer preceptor fue el fraile Ramón de Bolós.

- 1451.-Era el comendador el fraile Pedro Juan Saplana.

- 1660.- En la visita que hizo el gran prior de Cataluña a la comanda de la Espluga de Francoli, le declararon que la comanda tenia los siguientes miembros, Cabestany, La Guardia-lada, Beltall y Glorieta.

- 1685.- El pueblo de Cabestany tenía seis fuegos.

- 1831.-Cabestany continua declarándose pueblo del señor de la comanda esplugina.

En el siglo XIX, Cabestany forma municipio, la Iglesia románica de San Juan de Cabestany dependía de la parroquia de La Guardia-lada.
- 1970.-El pueblo de Cabestany lo forman un grupo de 17 habitantes, y actualmente en el año 2004 durante todo el año lo habitan tres casas permanentes y doce casas los fines de semana.

1077.-En otra escritura de julio de este año está escrito: "Vía que vadit de Capstagno ad flumen valles Alfredi".
- 1159.- Pedro Arnau i Arsendis adquirieron de Guillem de Aguilar el castillo de Cabestany.

- 1170.- Siendo viuda Arsendis hizo donación a su hija Sibilla y al marido de esta Bertran de Muntpalau, con la condición que si no tenían descendencia la misma donadora recuperaría el castillo.

- 1170.- Bertran de Muntpalau y Sibilla empeñan el castillo por 100 morabatines a Guillem de Aguilar.

- 1188.-Según el P. Caresmar, catalogo-resumen del Archivo de Ager, Archivo Histórico Nacional de Madrid documento 378, Guillem de Lavedrenya era señor del Castillo de Cabestany, haciendo donación de el en noviembre de este año a la Abadía de Ager, aceptando de vivir bajo la regla :Agustina y cediendo al Abad el Castillo de Cabestany. Parece ser que el Castillo tenía el nombre de Castell Corb.

- 1230.- Guillem de la Guardia como señor sentenció un pleito interpuesto por Mir de Aguilar adjudicando parte del Castillo a Arnau de Rubio.

- 1230.-Fue dictada una sentencia confirmatoria de la anterior.

- 1231.-Una tercera sentencia condena al tutor de Arnau de Rubio.

- 1252.- El acta de infeudamento de unas casas de Cervera por "Marquesia de Guardia, Comendatrix Domus Hospitalis Herosolimitani Cervarie et :Algayre" firmado Jhoannis de Capestany.

- 1273.- Guillem de Aguilar con el consentimiento de su hermano G. de Aguilar vendió por 1600 sueldos y una pensión vitalicia de 350 sueldos al :Hospital, el Castillo y el pueblo de Cabestany con el horno los habitantes las servidumbres y las aguas.

- 1327.- Cabestany fue enfeudado por los Rajadell, en este año su señora era Saura de Rajadell, y tenía por Batlle (Alcalde) a Berenguer :Ferrer.

- 1334.-El pueblo vecino de La Guardia-Lada pasa de los Templarios a los Hospitalarios los dos pueblos siempre iban juntos y formaban parte de la Comanda de la Espluga de Francolí.

- 1381.- Cabestany reunía seis fuegos o casas, los procuradores del rey vendieron al gran prior de Cataluña el imperio mer y mixt y las jurisdicciones civil y criminal de Cabestany.

- 1384.-Fra Jorge de Maçons arreglo muchas tierras en Cabestany que habían estado muchos años sin cultivar, seguramente debido al despoblamiento que ocasionó la peste de 1350.

- 1406.-El Capítulo provincial celebrado a la Espluga de Francolí el 15 de julio creó una "comanda" con la denominación de Cabestany y la -:Guardia-lada.

- 1406.- El primer preceptor fue el fraile Ramón de Bolós.

- 1451.-Era el comendador el fraile Pedro Juan Saplana.

- 1660.- En la visita que hizo el gran prior de Cataluña a la comanda de la Espluga de Francoli, le declararon que la comanda tenia los siguientes miembros, Cabestany, La Guardia-lada, Beltall y Glorieta.

- 1685.- El pueblo de Cabestany tenía seis fuegos.

- 1831.-Cabestany continua declarándose pueblo del señor de la comanda esplugina.

En el siglo XIX, Cabestany forma municipio, la Iglesia románica de San Juan de Cabestany dependía de la parroquia de La Guardia-lada.
- 1970. La familia Rosell eran los únicos habitantes del pueblo, luchando durante décadas contra su despoblación y desaparición.

Años más tarde, a principios del siglo XXI después  de grandes esfuerzos  el pueblo contaba con 24 casas y con casi un centenar de habitantes.
Cabestany podía afrontar sus próximas décadas sin temor a la desaparición.
Toda esta documentación ha sido aportada por Ramón Rosell Martinez vecino actual de " Cal Barrina " de Cabestany.
Según referencia Moreu 50, 112. GGCC IX, 88. Bach (1975), 4. BACH (1983), 24.
Documento: Cabestany, 1358 (Leemos que el nombre ya se habla de él en el siglo X, es un hidrónimo (Caput-Stagni) que en el año 1075 aparece en la cláusula siguiente, que figura en el convenio entre Hug Dalmau de Cervera su mujer Adalen Guifre Bonfill y su mujer Richards.
- 1077.-En otra escritura de julio de este año está escrito: "Vía que vadit de Capstagno ad flumen valles Alfredi".

- 1159.- Pedro Arnau i Arsendis adquirieron de Guillem de Aguilar el castillo de Cabestany.

- 1170.- Siendo viuda Arsendis hizo donación a su hija Sibilla y al marido de esta Bertran de Muntpalau, con la condición que si no tenían descendencia la misma donadora recuperaría el castillo.

- 1170.- Bertran de Muntpalau y Sibilla empeñan el castillo por 100 morabatines a Guillem de Aguilar.

- 1188.-Según el P. Caresmar, catalogo-resumen del Archivo de Ager, Archivo Histórico Nacional de Madrid documento 378, Guillem de Lavedrenya era señor del Castillo de Cabestany, haciendo donación de el en noviembre de este año a la Abadía de Ager, aceptando de vivir bajo la regla :Agustina y cediendo al Abad el Castillo de Cabestany. Parece ser que el Castillo tenía el nombre de Castell Corb.

- 1230.- Guillem de la Guardia como señor sentenció un pleito interpuesto por Mir de Aguilar adjudicando parte del Castillo a Arnau de Rubio.

- 1230.-Fue dictada una sentencia confirmatoria de la anterior.

- 1231.-Una tercera sentencia condena al tutor de Arnau de Rubio.

- 1252.- El acta de infeudamento de unas casas de Cervera por "Marquesia de Guardia, Comendatrix Domus Hospitalis Herosolimitani Cervarie et :Algayre" firmado Jhoannis de Capestany.

- 1273.- Guillem de Aguilar con el consentimiento de su hermano G. de Aguilar vendió por 1600 sueldos y una pensión vitalicia de 350 sueldos al :Hospital, el Castillo y el pueblo de Cabestany con el horno los habitantes las servidumbres y las aguas.

- 1327.- Cabestany fue enfeudado por los Rajadell, en este año su señora era Saura de Rajadell, y tenía por Batlle (Alcalde) a Berenguer :Ferrer.

- 1334.-El pueblo vecino de La Guardia-Lada pasa de los Templarios a los Hospitalarios los dos pueblos siempre iban juntos y formaban parte de la Comanda de la Espluga de Francolí.

- 1381.- Cabestany reunía seis fuegos o casas, los procuradores del rey vendieron al gran prior de Cataluña el imperio mer y mixt y las jurisdicciones civil y criminal de Cabestany.

- 1384.-Fra Jorge de Maçons arreglo muchas tierras en Cabestany que habían estado muchos años sin cultivar, seguramente debido al despoblamiento que ocasionó la peste de 1350.

- 1406.-El Capítulo provincial celebrado a la Espluga de Francolí el 15 de julio creó una "comanda" con la denominación de Cabestany y la -:Guardia-lada.

- 1406.- El primer preceptor fue el fraile Ramón de Bolós.

- 1451.-Era el comendador el fraile Pedro Juan Saplana.

- 1660.- En la visita que hizo el gran prior de Cataluña a la comanda de la Espluga de Francoli, le declararon que la comanda tenia los siguientes miembros, Cabestany, La Guardia-lada, Beltall y Glorieta.

- 1685.- El pueblo de Cabestany tenía seis fuegos.

- 1831.-Cabestany continua declarándose pueblo del señor de la comanda esplugina.

En el siglo XIX, Cabestany forma municipio, la Iglesia románica de San Juan de Cabestany dependía de la parroquia de La Guardia-lada.
- 1970. La familia de D. Ramón Rosell Vives y su esposa Dña. Montserrat Martínez  Pich junto con sus hijos eran los únicos habitantes del pueblo, luchando durante décadas contra su despoblación y desaparición.

Años más tarde, a principios del siglo XXI después  de grandes esfuerzos  el pueblo contaba con 24 casas y con casi un centenar de habitantes.
Cabestany podía afrontar sus próximas décadas sin temor a la desaparición.

## Monumentos
La Iglesia tiene el nombre de San Juan de Cabestany, dependiendo del pueblo de la Guardia Lada que también forma parte del municipio de Montoliu de Segarra, conserva muchos de sus partes románicas, pero ha estado reformada en épocas posteriores, el templo es románico sencillo.
En las calles hay arcos y otros elementos de piedra medieval. El núcleo urbano estuvo cerrado por una muralla porque en la guerra contra Juan ll el pueblo y hospitalarios resistieron mucho tiempo.

## Fiestas
Fiesta mayor que se celebra el día de San Juan Bautista.